# Mitch Pileggi
Mitch Pileggi, właśc. Mitchell Craig Pileggi (ur. 5 kwietnia 1952 w Portlandzie) – amerykański aktor telewizyjny i filmowy, kojarzony z roli wicedyrektora FBI, Waltera Skinnera, w serialu Z Archiwum X.

## Życiorys
Urodził się w Portlandzie w Oregon jako syn Maxine i Vito Pileggiego, przedsiębiorcy z branży obronnej.

## Filmografia

### Filmy fabularne
- 1987: Three O’Clock High jako Duke Herman
- 1987: Życzenie śmierci 4 (Death Wish 4: The Crackdown) jako Cannery Lab Foreman
- 1989: Zbrodnia ze snu (Shocker) jako Horace Pinker
- 1991: Nieustraszony 2000 (Knight Rider 2000, TV) jako Thomas Watts
- 1992: Nagi instynkt (Basic Instinct) jako Badacz Spraw Wewnętrznych
- 1994: Niebezpieczny dotyk (Dangerous Touch) jako Vince
- 1998: Z Archiwum X: Pokonać przyszłość (The X-Files: Fight the Future) jako Walter Skinner
- 2000: Charlie Cykor (Gun Shy) jako Dexter Helvenshaw
- 2007: Krzesło reżysera (Man in the Chair) jako Floyd
- 2008: Przebłysk geniuszu (Flash of Genius) jako Macklin Tyler
- 2008: Z Archiwum X: Chcę wierzyć (The X-Files: I Want to Believe) jako Walter Skinner
- 2010: Woodshop jako Miller
- 2015: The Girl in the Photographs jako szeryf Porter

### Seriale TV
- 1983–1990: Dallas jako Morrisey
- 1985: Drużyna A (The A-Team) jako Paul Winkle
- 1987: Falcon Crest jako Henchman Saundera
- 1990: Doktor, doktor (Doctor Doctor) jako trener
- 1990: Mancuso (Mancuso, FBI) jako więzień
- 1991: Paradise, znaczy raj (Paradise) jako Rafe
- 1993–2002: Z Archiwum X (The X-Files) jako Walter Skinner
- 1995: Na celowniku (Pointman) jako Benny Dirkson
- 1998: Strażnik Teksasu (Walker, Texas Ranger) jako Paul Grady
- 1999: Różowe lata siedemdziesiąte (That ’70s Show) jako Bull
- 2000: Ostry dyżur (ER) jako Terry Waters
- 2003: Tarzan na Manhattanie (Tarzan) jako Richard Clayton
- 2005: Bez skazy (Nip/Tuck) jako dr Russell Marcus
- 2005–2007: Batman (The Batman) jako komisarz James Gordon (głos)
- 2008: Nie z tego świata (Supernatural) jako Samuel Campbell/Azazel
- 2008–2013: Synowie Anarchii (Sons of Anarchy) jako Ernest Darby
- 2010–2011: Nie z tego świata (Supernatural) jako Samuel Campbell
- 2012–2014: Dallas jako Harris Ryland
- 2015: Zaprzysiężeni (Blue Bloods) jako Donald DeCarlo
- 2016: Z archiwum X jako Walter Skinner